# NGC 274
NGC 274 (другие обозначения — MCG −1-3-21, VV 81, ARP 140, PGC 2980) — эллиптическая или линзовидная галактика в созвездии Кит.
Этот объект входит в число перечисленных в оригинальной редакции «Нового общего каталога».
Расположена рядом (угловое расстояние 44") и взаимодействует со спиральной галактикой NGC 275. Хотя в проекции на картинную плоскость их разделяет лишь 8 кпк, по-видимому, они разнесены вдоль луча зрения, так как NGC 275 проявляет лишь слабые признаки приливных возмущений, а в NGC 274 таких признаков не обнаружено
Галактика NGC 274 входит в состав группы галактик NGC 337. Помимо NGC 274 в группу также входят NGC 275, NGC 298 и NGC 337.